# Товачов
Товачов (чеш. Tovačov) град је у Чешкој Републици. Град се налази у управној јединици Оломоуцки крај, у оквиру којег припада округу Преров.

## Становништво
Према подацима о броју становника из 2014. године град је имао 2.508 становника.